# Delphi (среда разработки)
Embarcadero Delphi [дэ́лф’и], ранее — Borland Delphi и CodeGear Delphi, — интегрированная среда разработки ПО для Microsoft Windows, macOS, iOS и Android на языке Delphi (ранее носившем название Object Pascal), созданная первоначально фирмой Borland и на данный момент принадлежащая и разрабатываемая Embarcadero Technologies. Embarcadero Delphi является частью пакета Embarcadero RAD Studio и поставляется в четырёх редакциях: Community (распространяется бесплатно и имеет ограниченную лицензию на использование в коммерческих целях), Professional, Enterprise и Architect (подробнее в Таблице редакций ниже). Координирующий офис Embarcadero, ответственный за разработку Delphi, находится в Торонто, тогда как сама разработка сконцентрирована главным образом в Канаде и Испании.

## Назначение
Среда предназначена для быстрой (RAD) разработки прикладного ПО для операционных систем Windows, Linux, Mac OS X, а также iOS и Android. Благодаря уникальной совокупности простоты языка и генерации машинного кода позволяет непосредственно, и, при желании, достаточно низкоуровнево взаимодействовать с операционной системой, а также с библиотеками, написанными на C/C++. Созданные программы независимы от стороннего ПО, такого, как Microsoft .NET Framework или Java Virtual Machine. Выделение и освобождение памяти управляется в основном пользовательским кодом, что, с одной стороны, ужесточает требования к качеству кода, а с другой — делает возможным создание сложных приложений с высокими требованиями к отзывчивости (работа в реальном времени). До версии 10.4 в кросс-компиляторах для мобильных платформ предусмотрен автоматический подсчёт ссылок на объекты, облегчающий задачу управления их временем жизни.

## Произношение
По поводу «правильного» произношения названия среды разработки было сломано немало копий не только в России. Интересно, что нет единства даже среди англоязычных стран. В частности, согласно данному источнику, в Великобритании преобладает произношение «дел-фи́», а в США — «дел-фа́й».

## CodeGear
8 февраля 2006 года Borland объявила о намерениях продать подразделения, занимающиеся средствами разработки и сервером баз данных InterBase, выделив их в дочернюю компанию CodeGear, которая 1 июля 2008 года была продана компании Embarcadero Technologies. Текущая, 27-я по счёту, версия носит название Delphi 10.4 Sydney и является частью продукта под названием Embarcadero RAD Studio 10.4 Sydney. В этой версии поддерживаются языки программирования Delphi и C++. Среда разработана в соответствии с концепцией визуального программирования.

## История версий Delphi

### Borland Delphi
Первая версия Borland Delphi (позже известная как Delphi 1) была выпущена в 1995 году и была предназначена для разработки 16-разрядных приложений для Windows 3.1. Это была одна из первых систем RAD.

### Delphi 2
Delphi 2 появилась в 1996 году и позволяла разрабатывать 32-битные приложения. Для программирования под Windows 3.1 в комплект поставки включалась Delphi 1.

### Delphi 3
Delphi 3 выпущена в 1997 году. В этой версии появилась технология Code Insight, пакеты компонентов, поддержка ActiveForms, MIDAS и интерфейсов COM.

### Inprise Delphi 4
Inprise Delphi 4 была выпущена в 1998 году. IDE была полностью переработана с применением интерфейсов Drag-and-Dock. В VCL добавлена поддержка ActionLists. Была введена перегрузка процедур и функций, динамические массивы, поддержка Windows 98, CORBA и Microsoft BackOffice. Это была последняя версия поставляемая с Delphi 1 для 16-битных программ.

### Borland Delphi 5
Borland Delphi 5 появилась в 1999 году. Добавлены фреймворки, параллельное программирование, расширенный встроенный отладчик, поддержка XML, поддержка баз данных ADO.

### Kylix
В 2001 году Borland реализовал версию Delphi под Linux, названную Kylix. Вместо библиотеки VCL использовалась кроссплатформенная CLX (оболочка для Qt). IDE Kylix базировался на библиотеках Wine.

### Borland Delphi 6
Поддерживала кросс-платформенную библиотеку CLX.

### Borland Delphi 7
Delphi 7, выпущенная в августе 2002 года, стала стандартом для многих разработчиков Delphi.
Это один из самых успешных продуктов Borland из-за стабильности, скорости и низких требований к аппаратному обеспечению. В Delphi 7 добавлены новые компоненты для Windows XP и увеличено число компонентов для создания web-приложений.

### Borland Delphi 8
Delphi 8 выпущена в декабре 2003 года. Имела новый закрепленный интерфейс Galileo, подобный Visual Studio.NET Microsoft. Поддерживала разработку приложений только под .NET. Позиционировалась как первая система программирования под .NET, выпущенная не Microsoft, а сторонним разработчиком.

### Borland Delphi 2005
Также Delphi 9 и Borland Developer Studio 3.0. В этой версии была возвращена возможность разработки приложений под Win32, убранная из предыдущей Delphi 8. Но если библиотека VCL была возвращена, то CLX больше уже не поддерживалась.

### Borland Delphi 2006
Delphi 2006 (Delphi 10, Borland Developer Studio 4.0) Была выпущена в декабре 2005 года. В одной IDE поддерживалась разработка проектов C#, Delphi.NET, Delphi Win32 и C++.

### CodeGear Delphi 2007
Delphi 2007 (Delphi 11, в составе IDE CodeGear RAD Studio 5.0) вышла в сентябре 2007 года. Является последней неюникодной версией Delphi. Встроенный в Delphi 2007 ассемблер, помимо базовых x86-команд, понимает команды расширений вплоть до SSE3.
Новое в Delphi 2007:
- Стандартные компоненты в новой Delphi теперь автоматически поддерживают темы Windows.
- Некоторые изменения претерпел VCL. Наряду с обычной, стандартной вкладкой «Dialogs», появилась новая — «Vista Dialogs».
- В VCL добавлены Vista-ориентированные классы диалогов и переработаны некоторые существовавшие классы под Windows Vista.
- Справочная система Delphi сделана в формате Microsoft Document Explorer. Многие его пункты переработаны и расширены.
- Некоторым изменениям подверглась DBExpress. Появилась поддержка Interbase 2007, MySQL 4.1 и 5. Также появилась поддержка Unicode в драйверах Oracle, Interbase и MySQL.

### Delphi 2009
Новое в Delphi 2009:
- Полная поддержка Unicode. Приложения могут выполняться на любой языковой версии Windows. Применение Unicode гарантирует, что приложения будут одинаково выглядеть и функционировать во всех языковых версиях Windows и поддерживать как Unicode-строки, так и ANSI-строки. Новые усовершенствованные средства локализации помогают переводить приложения на различные языки. Все функции Windows API заменены на их unicode-аналоги (например, ранее MessageBox определялась как MessageBoxA, теперь — MessageBoxW); тип String теперь на самом деле является UnicodeString, а Char — WideChar, PChar теперь объявлен как PWideChar. Старые типы и описания ANSI-вариантов системных функций сохранились, однако теперь потребуется прямое их указание (например, Set of Char в Delphi 2009 будет Set of AnsiChar, а MessageBox — MessageBoxA). Delphi 2009 — первая из версий Delphi для Win32, требующая серьёзной переработки проектов при переходе на новую версию, что особенно критично для системных программистов, широко использовавших прямую обработку типов данных.
- Новые элементы языков программирования, в том числе Generics и анонимные методы для Delphi, позволяют создавать более гибкий и качественный код и предоставляют новые возможности для рефакторинга.
- Новая библиотека VCL включает в себя множество усовершенствований и новых компонентов для создания развитого графического интерфейса.
- Веб-библиотека VCL позволяет создавать веб-приложения с развитым интерфейсом с поддержкой AJAX.
- Уменьшено время передачи приложением сообщений операционной системе.
- Визуальное проектирование и разработка баз данных благодаря входящему в состав редакции Delphi Architect профессионального средства моделирования Embarcadero ER/Studio.

### Delphi 2010
25 августа 2009 года компания Embarcadero Technologies объявила о продаже интегрированной среды разработки Embarcadero Rad Studio 2010, в которую вошла новая версия Delphi 2010.
Новое в Delphi 2010:
- Поддержка Windows 7 API, Direct2D и мультисенсорного ввода.
- Поддержка касаний и жестов для Windows 2000, XP, Vista и 7.
- IDE Insight в Delphi 2010 — мгновенный доступ к любой функции или параметру.
- Delphi 2010 включает свыше 120 усовершенствований для повышения производительности.
- Визуализаторы отладчика.
- В Delphi 2010 включена поддержка Firebird с помощью dbExpress.
- Классический интерфейс Delphi 7 и панель инструментов со вкладками как опция.
- Расширение RTTI — поддержка атрибутов, которые могут быть применены к типам(в том числе классам и интерфейсам), полям, свойствам, методам и к элементам перечислений.

Редакция Delphi 2010 Professional:
- Локальное подключение к базам данных InterBase, Blackfish SQL и MySQL при подключении через dbExpress.
- Развертывание Blackfish SQL в системах с одним пользователем и размером базы данных 512 МБ.
- Веб-библиотека VCL с ограничением числа подключений (не более 5).

Редакция Delphi 2010 Enterprise:
- Delphi 2010 Enterprise включает все возможности редакции Delphi 2010 Professional и ряд дополнительных возможностей.
- Подключение к серверам баз данных InterBase, Firebird, Blackfish SQL, MySQL, Microsoft SQL Server, Oracle, DB2, Informix и Sybase при подключении через dbExpress.
- Разработка многоуровневых приложений баз данных DataSnap.
- Развертывание Blackfish SQL в системах с пятью пользователями и размером базы данных 2 ГБ.
- Веб-библиотека VCL без ограничения числа подключений.
- Дополнительные возможности UML-моделирования.

Редакция Delphi 2010 Architect:
- Delphi 2010 Architect включает все возможности редакции Delphi 2010 Enterprise и ряд дополнительных возможностей.
- Обратное проектирование, анализ и оптимизация баз данных.
- Создание логических и физических моделей на основе сведений, извлеченных из баз данных и файлов сценариев.
- Удобные для восприятия и навигации диаграммы.
- Delphi 2010 Architect дает возможность прямого проектирования путём автоматического создания кода базы данных из моделей.
- В Delphi 2010 Architect усовершенствовано двунаправленное сравнение и объединение моделей и структур баз данных.

### Delphi XE
Delphi XE (Delphi 2011, code named Fulcrum), была выпущена 30 августа 2010.
Новые возможности Delphi XE:
- Интеграция Subversion.
- Новые возможности VCL и RTL.
- Доработки в редакторе кода.
- Обновление DataSnap, в частности по части поддержки новых версий СУБД.
- Обновление средств моделирования, поддержка диаграмм последовательностей.
- Новые возможности для расширения IDE, обновленный Open Tools API.

### Delphi XE2
1 сентября 2011 года Embarcadero выпустила RAD Studio XE2, которая включает в себя Delphi XE2, а также C++ Builder XE2, Prism XE2 и RadPHP XE2.
Новое в Delphi XE2:
- Поддержка платформы x64 (пока только для Windows).
- Поддержка операционных систем Mac OS X и iOS.
- Кросс-платформенная библиотека FireMonkey[10] для создания современного пользовательского интерфейса. FireMonkey использует аппаратное ускорение если оно доступно, и не совместима с VCL.
- Библиотека LiveBindings для связывания интерфейса с различными наборами данных.
- Значительные улучшения в технологии DataSnap. В частности, добавлены генераторы заготовок приложений с кодом взаимодействия с создаваемым DataSnap-сервером для большинства мобильных платформ, на разных, соответствующих платформам, языках программирования.

### Delphi XE3
3 сентября 2012 года Embarcadero выпустила RAD Studio XE3.
Delphi XE3 поддерживает 32 битную и 64 битную редакции Windows (включая Windows 8) и улучшенную поддержку Apple Mac OS X с фреймворком Firemonkey 2/FM². Поддержка iOS была прекращена (с намерением вернуть её обратно в отдельном продукте — Mobile Studio), но приложения под эту платформу по-прежнему можно разрабатывать в Delphi XE2.

### Delphi XE4
RAD Studio XE4 появилась в продаже 22 апреля 2013 года. В новую версию вошли такие продукты, как Delphi XE4, C++ Builder XE4 и кроссплатформенная среда FireMonkey FM3.
Нововведения:
- Вернулась поддержка iOS, которая отсутствовала в RAD Studio XE3.
- Взамен RAD Studio XE3 Mobile, выход которой ожидался в начале 2013 года, RAD Studio XE4 была дополнена функционалом для разработки мобильных приложений.
- Программирование непосредственно под iPhone и iPad с учётом всех программных и технических особенностей.
- Генерация кода для эмулятора Apple iOS.
- Улучшено взаимодействие с такими базами данных, как InterBase, SQLite, MySQL, SQL Server, Oracle, PostgreSQL, DB2, SQL Anywhere, Advantage DB, Firebird, Access, Informix, DataSnap и тд.

### Delphi XE5
RAD Studio XE5 появилась в продаже 11 сентября 2013 года. В новой версии добавлена поддержка разработки ПО для устройств с архитектурой ARM, работающих под управлением Android.

### Delphi XE6
15 апреля 2014 года Embarcadero выпустила RAD Studio XE6. Разработчики назвали его «качественным релизом», так как были исправлены сотни дизайн-ошибок и ошибки производительности.
Новое в IDE XE6:
- Дизайн устройства Google Glass добавлен в конструкторе форм.
- Новые иконки в IDE. Иконки были обновлены по всему продукту.
- Новые возможности в диспетчере развёртывания. Новая опция Перезапись позволяет выбрать файлы, которые не нужно разворачивать, специально, чтобы можно было избежать перезаписи файлов на целевом устройстве. Опция Перезапись установлена в Всегда по умолчанию.
- Изменения в SDK-менеджере для Android-платформ. Свойства для Android SDK теперь организованы в трёх различных вкладках: SDK, NDK и Java.
- Изменены и добавлены некоторые параметры в окне Опции проекта (новая ориентация страницы для мобильных приложений, новая функция Use MSBuild externally to compile для Delphi-компилятора, новый ключ hardwareAccelerated на Info Version Page для Android, новые возможности для C++ Linker для всех мобильных платформ).
- Команды выполнения предоставляют новый параметр -cleaninstall для мобильных платформ.

Новые ключевые возможности Delphi XE6:
- Компоненты для взаимодействия приложений (Application Tethering Components).
- Компоненты для панели задач (Taskbar component): Компоненты для реализации предварительного просмотра нескольких окон, которые можно выбрать в приложениях при помощи управляющих кнопок. Автоматический или пользовательский предварительный просмотры. Отображение прогресса в кнопках панели задач для приложений. Перекрывающиеся иконки на кнопках панели задач.
- Взаимодействие с сервисами в облаках (BaaS), компоненты для Kinvey и Parse: Взаимодействие с ведущими поставщиками «бэкендов-как-сервисов» для добавления данной функциональности к мобильным приложениям. Лёгкий доступ к сервисам в облаках, что избавляет от необходимости создавать и поддерживать собственные «бэкенд-сервисы». Использование push-уведомлений для вовлечения любых пользователей устройств и платформ. Доступ к данным и хранилищам объектов в облаках. Аутентификация пользователей. Поддержка REST-клиентов, создание которых доступно начиная с XE5. Поддержка трёх наиболее популярных поставщиков BaaS — Kinvey и Parse на основе набора компонент доступа через API.
- Новые стили VCL: Придание приложением обновленный вид под актуальные версии Windows или создание для них уникального дизайна. Включает стиль планшетной Windows. Поддерживает Windows 7 и Windows 8. Полная стилизация приложений, включая меню и границы окон.
- Компоненты VCL для работы с датчиками: Delphi-приложения могут использовать возможности датчиков положения, перемещения и других. Доступ к датчиками устройств из VCL-приложений для планшетов под управлением Windows. Возможности акселерометра, GPS и гироскопа.
- Покупки из приложения и реклама в приложениях: Мобильные приложения дают возможность зарабатывать деньги для их разработчиков. Можно монетизировать мобильные приложения за счёт встраивания возможностей покупки из приложений и рекламы. Продажа контента, функциональности, сервисов и подписки в iOS и Android. Поддержка главных рекламных сетей (Google AdMob и Apple iAd).
- Приложения для Google Glass: С помощью Delphi разработка для различных устройств теперь простирается за рамки ПК, планшетов и смартфонов до носимых гаджетов. Возможность создания Android-приложений для Google Glass. Новые пользовательские стили для оптимизации дизайна приложений и разрешения под Google Glass. Шаблоны дизайнера для устройства Google Glass.
- Специальные возможности: Можно делать приложения более удобными для использования большим количеством пользователей, включая тех, кто использует устройства чтения экрана. Новые специальные возможности для настольных приложений на основе FM. Поддержка JAWS на Windows и VoiceOver на Mac OS X.
- Качество, производительность и стабильность: Наилучшие возможности по разработке и поставке приложений с высочайшим уровнем пользовательского взаимодействия. Исправлено более 2000 зарегистрированных ошибок. Повышена общая производительность приложений на этапе исполнения для всех платформ.
- Ключевые возможности и работа с базами данных: Расширение ключевых возможностей продукта. Улучшение в библиотеке FireDAC по работе с базами данных, FDMemTable. «Обозреватель данных» (Database Explorer) для FireDAC. Поддержка Apache (WebBroker). Поддержка DirectX 11, OpenGL 4.3 и более ранние. Производительность DataSnap и обновлённые мастера (wizards). Рефакторинг и улучшения в RTL. Обновление драйвера FireDAC для Informix. Поддержка Apache C++.

### Delphi XE7
Выпущена 2 сентября 2014.
Основные изменения:
- RTL — Библиотека организации параллельных вычислений, использующая анонимные функции и генерики.
- RTL — Литерал и операторы для работы с динамическими массивами. Ранее конструкцию вида [1, 2, 3] можно было передавать только аргументу типа открытый массив, теперь можно присваивать динамическим массивам, конкатенировать с ними и т.п.
- RTL — Ряд функций вычисления информации о типах данных перенесён на уровень компилятора[12]. Это позволяет компилятору изрядную часть выражений с проверкой типа данных считать константными, и условия, опирающиеся на эти выражения, оптимизировать уже при компиляции и не оставлять на время исполнения ни эти вычисления, ни код альтернативных ветвей. Это актуально в коде, использующем generics и явным образом содержащем разные ветви кода для обработки разных типов данных.
- FireMonkey — компонент, реализующий боковую панель или всплывающее меню.
- FireMonkey — в ListView добавлена возможность вызвать обновление прокруткой за начало.
- FireMonkey — два компонента-поля ввода (TEdit и TCalendar) реализуют новую архитектуру, позволяющую подменять внутреннюю реализацию нативной (реализовано для iOS).
- Из среды удалены компоненты устаревшей технологии BDE. Вместо этого рекомендуется использовать новую технологию FireDAC.

### Delphi XE8
Выпущена 7 апреля 2015 года.
Основные нововведения среды разработки:
- Появилась возможность разработки 64-битных приложений под iOS.
- Предварительный просмотр дизайна приложения на разных устройствах одновременно.
- Возможность запускать iOS-приложения на любом зарегистрированном в RAD Studio iOS-симуляторе (iPad, iPad Air, iPhone от 4 и выше).
- Возможность отключения встроенных в RAD Studio Android-библиотек.
- RAD Studio теперь поддерживает новую систему контроля версий, интегрированную в IDE, для управления и отслеживания изменений в проектах: Mercurial Version Control System Integrated.
- Позволяет создавать универсальные приложения для iOS с разной разрядностью — в одном исполняемом файле два кода: 32 бит и 64 бит (ARMv7 + arm64).
- Интегрирована Castalia (добавляет функциональность, позволяющую выполнять некоторые задачи более простым способом).
- Добавлены два новых независящих от платформы типа данных: FixedInt и FixedUInt. (FixedInt — 32-битное целое число со знаком, FixedUInt — 32-битное целое число без знака).

### Delphi 10 Seattle
Выпущена 31 августа 2015 года.
Основные нововведения среды разработки:
- Firemonkey и VCL поддерживают Windows 10.
- Drag and Drop в другие приложения на OS X.
- Новые стили Firemonkey.[14]
- Удвоенный размер проектов в IDE (позволило фактически удвоить поддерживаемый размер проектов и повысить стабильность и производительность при работе с крупными проектами, особенно для нескольких платформ).
- Доработаны процедуры разработки, тестирования и составления документации.
- Отладка 64-битных приложений iOS.
- Поддерживается iOS 8.4.
- Поддерживается Android 5.1.1.
- Поддержка служб Android.
- Поддержка модульного тестирования DUnitX для Android и iOS.
- Поддержка DirectX 12.
- Поддержка вызова API WinRT.
- Поддержка FireDAC для базы данных NoSQL MongoDB.
- Новое поведение MultiView.
- Новые компоненты VCL.
- Новые компоненты для работы с Beacon.
- Улучшен механизм стилей.
- Улучшен диспетчер библиотек GetIt.
- Улучшены возможности IDE.
- И многое другое[15].

### Delphi 10.1 Berlin
Выпущена 19 апреля 2016.
- Добавлена поддержка Android 6.0.

### Delphi 10.2 Tokyo
Выпущена 22 марта 2017.
Основные новые возможности Delphi 10.2 Tokyo:
- В состав Delphi включён компилятор приложений под Linux (Ubuntu Server (LTS 16.04) и RedHat Enterprise (V7)).
- Включена поддержка СУБД MariaDB.

### Delphi 10.3 Rio
Выпущена 22 ноября 2018 года (последний релиз — 10.3.3 — выпущен 21.11.2019).

#### Основные новые возможности Delphi 10.3 Rio
- Компилятор Delphi получил возможность использования inline-переменных.
- Добавлена возможность инициализации констант с помощью выражений.
- Добавлен компонент TImageCollection, поддерживающий смену разрешений устройства, на котором происходит запуск приложения.
- Компилятор для платформы Linux стал не-ARC.
- Добавлена поддержка Android API level 28.
- IDE-среда получила некоторые изменения в usability.

#### Основные новые возможности Delphi 10.3.2
- Поддержка 64-битных приложений macOS.
- Поддержка FireMonkey (FMX) Linux (создание клиентских приложений с графическим интерфейсом для Linux).

#### Основные новые возможности Delphi 10.3.3
- Поддержка 64-битных приложений Android, Android App Bundle.
- Поддержка macOS Catalina 64-бит, iOS 13.

### Delphi 10.4.1 Sydney
Выпущена 26 мая 2020 года.
Основные возможности Delphi 10.4.1:
- Существенные расширения для Windows: улучшения для приложений на мониторах 4K High DPI, интеграция с новым WebView2 на базе Chromium, использование расширенных title bars, таких же, как в Office, Explorer, Google Chrome.
- Управление памятью в Delphi теперь стандартизовано на всех поддерживаемых платформах – мобильных, настольных и серверных – используя классическую реализацию управления памятью объектов.
- Существенное улучшение Delphi Code Insight (без возможной блокировки IDE – в отдельном процессе), что поможет при работе с большими проектами.
- Тип данных Delphi «record» теперь поддерживают произвольные инициализацию, финализацию и операции копирования
- Расширенная поддержка библиотек C++: ZeroMQ, SDL2, SOCI, libSIMDpp и Nematode.
- Отладчик Win 64 (на LLDB) и сборщик для C++.
- Улучшения для C++: Включено большое число улучшений STL из Dinkumware.
- Поддержка Metal Driver GPU для macOS и iOS.
- Встроенный FMXLinux.
- Компонент TWebBrowser для iOS теперь реализован на WKWebView API. Реализация компонента Media Player для macOS теперь использует AVFoundation. Реализованный заново стилизуемый FMX компонент TMemo на платформе Windows значительно улучшен и теперь имеет отличную поддержку IME.
- Многочисленные улучшения скорости и стабильности работы нашей библиотеки The Parallel Programming Library (PPL).
- Добавлены обновленные драйверы для FireBird, PostgreSQL и SQLite.
- Клиентские библиотеки HTTP и REST Client расширены дополнительными возможностями работы по HTTPS. Также были расширены возможности поддержки Amazon AWS services.
- В технологию Visual LiveBindings внесено множество улучшений, в том числе, касающихся быстродействия приложений на VCL и FireMonkey.

### Delphi 10.4.2 Sydney
Выпущена 24 февраля 2021 года.
Основные возможности Delphi 10.4.2:
- Новые Delphi VCL компоненты (TControlList и TNumEdit).
- Поддержка MSIX.
- Расширен Code Insight с использованием технологии LSP для Delphi и C++.
- Множество улучшений возможностей IDE, а также новый стиль IDE.
- Тихая установка.
- Улучшения Delphi RTL и C++ RTL, включая Dinkumware STL.
- Качественные улучшения Delphi компилятора, набора инструментов C++, VCL, FMX, доступа к данным, HTTP и REST клиентские библиотеки, PPL, SOAP, утилита миграции и множество дополнительных улучшений продукта.

### Delphi 11 Alexandria
Выпущена 10 сентября 2021 года.
Основные нововведения среды разработки:
- Поддержка мониторов высокого разрешения самой средой разработки IDE.
- Отображение VCL-стилей элементов управления во время разработки в среде IDE.
- Поддержка Windows 11.
- Новая платформа macOS ARM (процессор M1).
- Поддержка Android API 30.

#### Delphi 11.1 Alexandria
Выпущена 15 марта 2022 года.
Основные нововведения среды разработки:
- Улучшенная среда разработки и пользовательский интерфейс, включая улучшения поддержки мониторов высокой разрешения и доступа к удалённому рабочему столу для работы в команде.
- Улучшен Code Insights для Delphi и C++, включая ускорение от 5 до 30 раз.
- Улучшена скорость и стабильность отладчиков Delphi и C++. Теперь отладчики Delphi для macOS 64-бит ARM и Android 64-бит также, как и Delphi iOS 64-бита используют архитектуру LLDB.
- Оптимизация RTL, улучшения VCL, а также Firemonkey, включая улучшенную поддержку Android SDK, визуальных компонентов и баз данных. DanaSnap позволяет разрабатывать приложение WebBroker на Android, а в RAD Server добавлены конечные точки SysAdmin, включая обработку логов, управление резервными копиями, проверки БД и интегрированное развёртывание RSLite.
- Начиная с версии 11 от 10 сентября 2021 года разработчики получили доступ к AWS SDK for Delphi от Appercept, доступ к бесплатным библиотекам Delphi UI для разработчиков Python, а также к использованию библиотек Python в RAD Studio.

#### Delphi 11.2 Alexandria
Выпущена 07 сентября 2022 года.
Основные нововведения среды разработки:
- Поддержка iOS Simulator для языка Delphi с возможностью создания двоичных файлов iOS Simulator для устройств macOS, работающих на ARM-64 (процессоры M1 или M2). Это позволяет разработчикам тестировать свои приложения Delphi на разных устройствах Apple и в различных форм-факторах с помощью симулятора iOS без необходимости покупать специальное оборудование.
- IDE нацелена на 32 версию API Android (по сравнению с 30-й версией API в версии 11.1), которая потребуется Google Play в ноябре 2022 года. Установщик также был обновлен, чтобы предложить установить Eclipse Temurin JDK 11, необходимый для новейших инструментов Android SDK.
- Набор инструментов Delphi для Linux ранее использовал GDB для отладки. 11.2 переключается на LLDB, что обеспечивает значительное улучшение качества как в функциональности, так и в поддержке синтаксиса языка Delphi. LLDB был обновлен до версии 12 и используется для симулятора iOS, наряду с существующим использованием LLDB для платформ C++ Win64 и Delphi macOS, iOS и Android 64.
- Добавлена поддержка Markdown. Рендеринг Markdown (.md) включает поддержку таблиц и других специальных тегов. Аналогичным образом, HTML-файлы отображаются в формате HTML в среде IDE с помощью нового встроенного средства просмотра на основе VCL. Диалоговое окно "Параметры проекта" теперь позволяет пользователям указывать файл Markdown в качестве альтернативы HTML-файлу в качестве “страницы проекта” или readme.
- Представлено множество улучшений инструментария, IDE и библиотек, в том числе: подсветка неактивного кода в редакторе кода, восстановленные преобразования XLST для получения справочной информации, улучшения библиотек Delphi, VCL, FireMonkey и FireDAC, расширенные вкладки редактора, языковой фильтр для менеджера пакетов GetIt, обновление C++ Builder Code Insight и улучшения страницы приветствия.

#### Delphi 11.3 Alexandria
Выпущена 27 февраля 2023 года.
Основные нововведения среды разработки:
- Официальная поддержка последних версий ОС:  iOS 16, Android 13, macOS Ventura (на базе Intel или M-серии), Ubuntu 22 LTS, Windows 11 и Windows Server 2022.
- Биометрическая аутентификация для мобильных устройств.
- Улучшения для удобства разработки и отладки кода: CodeInsight, Delphi LSP, новый отладчик на базе LLDB для macOS Intel и 32-bit Android. Отладчики, кроме Windows переведены на архитектуру LLDB.
- Улучшения компонентов Firemonkey, VCL и RTL для всех платформ.
- Множественные улучшения работы с данными, драйверов и инструментов FireDAC. Полная поддержка PostgreSQL 14 и 15.1.
- Улучшения работы с HTTP, REST и RAD сервера.

### Delphi 12 Athens
Выпущена 7 ноября 2023 года.
Основные нововведения среды разработки:
- Официальная поддержка последних версий ОС:  iOS 17, Android 13, macOS Ventura, Ubuntu 22 LTS, Windows 11 и Windows Server 2023.
- Многострочный текст в исходнике, что особенно полезно для SQL, HTML, JSON, XML.
- Поддержка SKIA для дизайна приложений в FireMonkey.
- Улучшена поддержка платформы Android, панели iOS и Android с разделенным экраном, мастер полного набора значков и заставок, поддержка Android API 33-го уровня.
- Модернизированный VCL с переработанным MDI и пользовательским интерфейсом с вкладками для VCL.
- Полный набор всех заголовков Windows API, чтобы разработчикам Delphi было проще вызывать любой API платформы Windows.
- Модернизированные компиляторы C++ и набор инструментов.
- Запрос по примерам (QBE) доступен в FireDAC. Мастер сопоставления данных JSON для создания классов, соответствующих структуре данных JSON, сопоставления данных с объектами, такими как XML, и потоковой передачи в новый файл.
- Повышенная безопасность приложений благодаря ограничениям SQL.
- Более мощные и гибкие размещенные REST API с новыми интеллектуальными идентификаторами (Sqid). Более высокая производительность, улучшение подкачки данных, улучшенная аутентификация сеанса.

### Delphi 12.1 Athens
Выпущена 4 апреля 2024 года.
Основные нововведения среды разработки:
- Модернизированные компиляторы C++ и наборы инструментов.
- Разделение представлений редактора в RAD Studio IDE.
- Android API 34 уровня и улучшенное развёртывание.
- Улучшение Delphi LSP.
- Улучшение VCL и FireMonkey.
- Улучшение Data Access и поддерживаемые базы данных.
- Улучшений по итогам рассмотрения 52 обращений в техподдержку, более 300 обращений на портал и 18 запросов клиентов на дополнительные функции.

### Delphi 12.2 Athens
Выпущена 3 сентября 2024 года.
Основные нововведения среды разработки:
- Новая открытая архитектура для плагинов искусственного интеллекта с поддержкой OpenAI, Gemini, Claude и Ollama. С помощью Smart CodeInsight пользователи сами решают, использовать ли искусственный интеллект и как, и даже могут создавать дополнительные плагины, если они предлагают общедоступный REST API.
- RAD Studio 12.2 включает в себя 64-разрядную двоичную версию компиляторов Delphi Win32 и Win64 для создания очень больших приложений в виде единого исполняемого файла. Доступно в редакциях Enterprise и Architect.
- В новом режиме фокусировки в IDE доступны только редакторы. Новые аннотации на полосах прокрутки позволяют сразу увидеть разделы кода, которые были изменены или в которых есть закладки, ошибки или предупреждения. Улучшено качество разделенных представлений, панели инструментов и высокое разрешение.
- WebStencils - это серверная программа для интеграции и обработки HTML-файлов на основе скриптов с технологиями WebBroker и RAD Server для разработки современных веб-сайтов на основе данных из серверного приложения RAD Studio. Также служит основой для использования HTMX.
- Delphi 12.2 официально поддерживает iOS 17, Android 14 и macOS 14 Sonoma. Delphi 12.2 также поддерживает Ubuntu 22 LTS, а Delphi и C++ Builder ориентированы на Windows 11 и Windows Server 2022. Delphi компилируется для процессоров Android API 34 и macOS серии M.
- Улучшения в отладчике Delphi для корректной обработки повторяющихся встроенных переменных с одинаковыми именами, обработки ошибок и тайм-аутов связи с удаленным отладчиком.
- Delphi LSP с CodeInsight дополнен базовыми разработками и запросами функций, а также 64-разрядной версией движка Delphi LSP без ограничений по объему памяти, поддерживающей большие базы кода. 64-разрядная версия (Delphi) доступна в редакциях Enterprise и Architects.
- Улучшения в ядре Delphi RTL, а также в библиотеках пользовательского интерфейса VCL и FireMonkey, включая новые классы RTL TParallelArray и TOrderedDictionary; масштабирование фреймов, панель форм, стилизация и проблемы с высоким разрешением для VCL; улучшения во многих областях для FMX.
- Интеграция WebStencils добавляет возможность разработки веб-сервисов RAD Server; расширяет поддержку документации Swagger за счет пользовательских метаданных, фильтрации API, формата YAML и многострочных строковых литералов Delphi.
- Улучшения для разработки на Delphi для мобильных устройств, как для iOS, так и для Android. Обновлен компоновщик для платформ Apple, опции сжатия файлов Dex и файлов собственных библиотек в toolchain, возможность импорта библиотек Android (файлы ".aar") для Android.

### Delphi 12.3 Athens
Выпущена 13 марта 2025 года.
Основные нововведения среды разработки:
- Smart CodeInsight: разработка, усиленная ИИ
- 64-разрядная версия компиляторов Delphi для Windows теперь доступа в редакции Professional
- Модернизированный компилятор C ++ на базе Clang и набор инструментов
- Новая Библиотека шаблонов WebStencils
- Начальная версия 64-разрядной IDE (пока поддерживаются не все функции прежней IDE)
- Delphi 12.3 предлагает официальную поддержку для iOS 18, macOS 14 Sequoia и Android 15. Delphi 12.3 также поддерживает Ubuntu 24 LTS, и оба Delphi и C ++ Builder нацелены на Windows 11 и Windows Server 2025. Delphi компилируется для процессоров Android API 35 и macOS серии M.

## Community Edition
Начиная с версии RAD Studio 10.2.3 появилась новая редакция среды разработки - Community Edition (CE).
Delphi Community Edition - это полнофункциональная среда IDE для создания приложений для iOS, Android, Windows и macOS на основе единой кодовой базы Delphi (лицензия на ограниченное коммерческое использование). Данная редакция предоставляется бесплатно сообществу разработчиков-фрилансеров, стартаперов, студентов и некоммерческих организаций.
Данная редакция эквивалентна редакции Professional с незначительными ограничениями.

#### Условия использования
Если вы частное лицо, вы можете использовать Delphi CE для создания приложений для собственного использования и приложений, которые вы можете продавать до тех пор, пока ваш доход не достигнет 5000 долларов США в год.
Если вы небольшая компания или организация с доходом до 5000 долларов США в год, вы также можете использовать Delphi CE. Как только общий доход вашей компании достигнет 5000 долларов США или ваша команда увеличится более чем до пяти разработчиков, вы сможете перейти на неограниченную коммерческую лицензию с Professional edition.
Редакция также идеально подходит для стартапов на ранней стадии, которые разрабатывают свое видение продукта, прежде чем привлекать капитал! Разрабатывайте свое профессиональное приложение с помощью Community Edition.
Пользователи могут запросить новый ключ на 1 год через веб-сайт. Этот ключ будет применим к текущей версии Community Edition, которая доступна для загрузки на данный момент.
Получить свежую версию данной редакции (требуется регистрация на оф. сайте)

## Delphi for PHP
В марте 2007 года CodeGear выпустила среду разработки Delphi for PHP, предназначенную для разработки веб-приложений на языке программирования PHP. Теперь среда Delphi ориентирована не только на язык Delphi. Были выпущены 1-я и 2-я версии, после чего Delphi for PHP была переименована в RadPHP XE (по сути 3-я версия), затем RadPHP XE2, и с выпуском Delphi XE3 этот продукт сильно переработан и назван HTML5 Builder.

## Delphi for .NET
Delphi for .NET — среда разработки Delphi, а также язык Delphi, ориентированные на разработку приложений для .NET.
Первая версия полноценной среды Delphi для .NET — Delphi 8. Среда позволяет писать приложения только для .NET.
В Delphi 2005 можно писать приложения для .NET, используя стандартную библиотеку классов .NET и VCL для .NET. Среда позволяет писать .NET-приложения на C#. Delphi 2005 также позволяет писать обычные приложения с использованием библиотек VCL и CLX.
Delphi 8, 2005, 2006 используют .NET Framework версии 1.1. Delphi for .NET 2007, включённая в состав CodeGear RAD Studio 2007, разработана для .NET Framework 2.0.
Начиная с версии 2009, поддержка Delphi.NET была прекращена. Для разработки под .NET предлагается Delphi Prism.

## Delphi Prism
Delphi Prism — среда разработки под .NET и Mono на языке Oxygene, использующая Visual Studio Shell (с возможностью интеграции в Visual Studio).

## Таблица редакций
| | Подходит для индивидуальных разработчиков или стартапов на ранней стадии с ограниченным доходом | Подходит для индивидуальных разработчиков и небольших команд, создающих настольные и мобильные приложения | Подходит для команд разработчиков, создающих клиент-серверные или многоуровневые приложения, REST-сервисы и тому подобное | Подходит для корпоративных команд, создающих базы данных, облачные или веб-приложения |
| Создание нативных приложений для Windows с высокопроизводительным UI-фреймворком и компонентами (VCL)                                  | Да                                                                                              | Да | Да | Да                                                                                    |
| Создание кроссплатформенные приложения с использованием FMX и компонентов (iOS, Android, macOS, Windows).                              | Да                                                                                              | Да | Да | Да                                                                                    |
| Исходный код RTL | Ограниченное использование                                                                      | Да | Да | Да                                                                                    |
| Полная лицензия на коммерческое использование                                                                                          | Ограниченное коммерческое использование                                                         | Да | Да | Да                                                                                    |
| Подключение к локальным базам данных и создание приложения, ориентированные на БД, с поддержкой нескольких источников данных (FireDAC) | Да                                                                                              | Да | Да | Да                                                                                    |
| InterBase Embedded Database | Да IBLite Mobile Deployment                                                                     | Да IBLite Mobile Deployment                                                                               | Да IBToGo Mobile Deployment                                                                                               | Да IBToGo Mobile Deployment                                                           |
| Создание приложений с поддержкой удаленных и корпоративных источников данных (Oracle, MS SQL, ...) с помощью FireDAC                   | Нет                                                                                             | Нет | Да | Да                                                                                    |
| Создание клиент-серверных приложений для Linux (включая FMX GUI для Linux)                                                             | Нет                                                                                             | Нет | Да | Да                                                                                    |
| Создание веб-служб REST в Linux или Windows с помощью RAD Server                                                                       | Нет                                                                                             | Нет | Да Инструменты разработки и развертывания на одном сервере                                                                | Да Инструменты разработки и развертывания на нескольких серверах                      |
| Разработка баз данных и инструментов управления БД                                                                                     | Нет                                                                                             | Нет | Нет | Да                                                                                    |
| Платформа веб-разработки Ext JS (Pro)                                                                                                  | Нет                                                                                             | Нет | Нет | Да                                                                                    |